# Adelmannsdorf (Dietenhofen)
Adelmannsdorf (fränkisch: Ohdlsdorf) ist ein Gemeindeteil des Marktes Dietenhofen im Landkreis Ansbach (Mittelfranken, Bayern). Adelmannsdorf liegt in der Gemarkung Haasgang.

## Geografie
Das Dorf liegt am Mettlachbach. Etwas nordwestlich des Ortes mündet der Itzelbach als rechter Zufluss in den Mettlachbach. Im Westen liegt das Waldgebiet Adelmannsdorfer Schlag, 0,5 km nördlich das Waldgebiet Rotbusch, 0,5 km östlich der Höfner Berg (414 m ü. NHN).
Die Kreisstraße AN 17 führt an Höfen vorbei nach Warzfelden (2,7 km südöstlich) bzw. über Methlach nach Rügland zur Staatsstraße 2255 (4 km nordwestlich). Gemeindeverbindungsstraßen führen nach Rüdern (1,6 km nordöstlich) und die AN 9 kreuzend nach Moratneustetten (3,6 km südwestlich).

## Geschichte
Erstmals urkundlich erwähnt wurde der Ort 1342 als „Adelmanndorf“. Das Bestimmungswort des Ortsnamens ist der Personenname von Adalman, der als Gründer des Ortes anzunehmen ist.
Gegen Ende des 18. Jahrhunderts gab es in Adelmannsdorf zwölf Anwesen. Das Hochgericht übte das brandenburg-ansbachische Hofkastenamt Ansbach aus. Die Dorf- und Gemeindeherrschaft hatte das brandenburg-bayreuthische Kastenamt Dietenhofen. Grundherren waren das Kastenamt Dietenhofen (3 Güter), das Rittergut Frohnhof der Herren von Eyb (4 Güter), das Rittergut Neudorf der Herren von Leonrod (3 Güter) und das Rittergut Rügland der Herren von Crailsheim (2 Güter). Neben den Anwesen gab es kommunale Gebäude (Hirtenhaus, Brechhaus). Von 1797 bis 1808 unterstand der Ort dem Justiz- und Kammeramt Ansbach.
Im Rahmen des Gemeindeedikts wurde Adelmannsdorf dem 1808 gebildeten Steuerdistrikt Weihenzell und der 1811 gegründeten Ruralgemeinde Weihenzell zugeordnet. Am 27. Juli 1830 wurde Adelmannsdorf in die neu gebildete Gemeinde Haasgang umgemeindet. Diese wurde am 30. Juni 1972 im Zuge der Gebietsreform in Bayern aufgelöst. Adelmannsdorf und Höfen wurden in den Markt Dietenhofen eingegliedert.

### Baudenkmäler
- Haus Nr. 10: Eingeschossiges Wohnstallhaus, Fachwerkgiebel, 18. Jahrhundert[14]
- Mittelalterliches Steinkreuz mit einem Arm (Schäferkreuz) am Weg nach Rüdern gegenüber der Wirtschaft Zu den zwei Linden[14]

### Einwohnerentwicklung
| Jahr      | 001818 | 001840 | 001861 | 001871 | 001885 | 001900 | 001925 | 001950 | 001961 | 001970 | 001987 | 002005 | 002013 |
| Einwohner | 74     | 89     | 104    | 110    | 116    | 92     | 105    | 121    | 110    | 124    | 125    | 154    | 143    |
| Häuser    | 14     | 17     |        |        | 24     | 22     | 18     | 19     | 20     |        | 38     |        |        |
| Quelle    | [ 16 ] | [ 17 ] | [ 18 ] | [ 19 ] | [ 20 ] | [ 21 ] | [ 22 ] | [ 23 ] | [ 24 ] | [ 25 ] | [ 26 ] | [ 27 ] | [ 1 ]  |

## Religion
Der Ort ist seit der Reformation evangelisch-lutherisch geprägt und war ursprünglich teils nach St. Mauritius, einer Filiale von St. Martin, gepfarrt, und teils nach St. Jakob. Seit der zweiten Hälfte des 19. Jahrhunderts ist nur noch Kleinhaslach zuständig. Die Einwohner römisch-katholischer Konfession waren ursprünglich nach St. Vitus gepfarrt, seit den 1980er Jahren ist die Pfarrei St. Bonifatius zuständig.